# NGC 7797
NGC 7797 (również PGC 73125 lub UGC 12877) – galaktyka spiralna (Sbc), znajdująca się w gwiazdozbiorze Ryb. Odkrył ją William Herschel 6 grudnia 1790 roku.